# Brachylabis manawatawhi
Brachylabis manawatawhi är en tvestjärtart som beskrevs av Giles 1958. Brachylabis manawatawhi ingår i släktet Brachylabis och familjen skevtångtvestjärtar. Inga underarter finns listade i Catalogue of Life.